# Necropoli di Carzaghetto

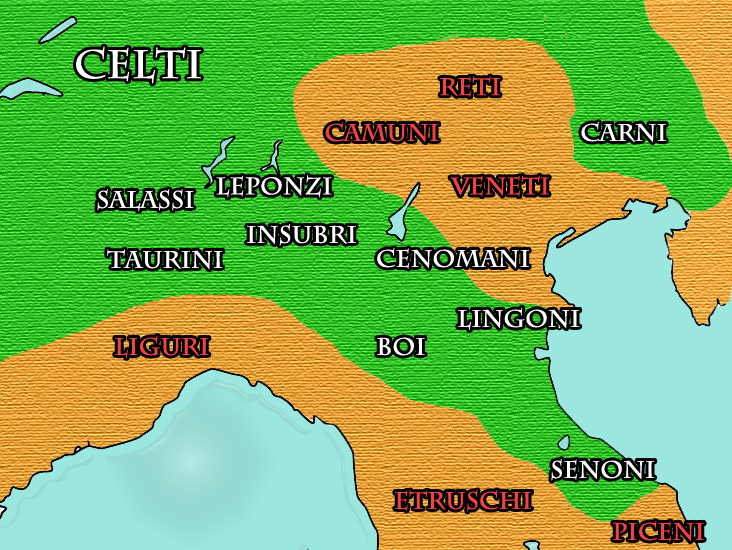
Le popolazioni della Gallia cisalpina

La necropoli di Carzaghetto è una necropoli di epoca celtica che si trova a Carzaghetto, frazione del comune di Canneto sull'Oglio, in provincia di Mantova.

## Descrizione
I sepolcri di questa necropoli sono 56 e i numerosi manufatti sono esposti nei Museo Pigorini di Roma, Milano, Museo archeologico di Mantova e Museo Bellini di Asola.
 In una sepoltura di una donna cenomane sono rinvenuti due braccialetti d'argento a serpentina.